# DF-5
Le DF-5, ou Dong Feng-5, (du chinois : 东风, signifiant « vent d'est »), est un missile balistique intercontinental développé par la Chine. Ce missile bi-étages, pesant environ 183 tonnes, utilise une propulsion à ergols liquides stockables. Sa portée est comprise entre 12 000  et   15 000 km et il peut emporter une à plusieurs têtes nucléaires. Il a effectué son premier vol en 1971 et est entré en service en 1981. La Chine dispose en 2016 d'une vingtaine de missiles, déployés en silo ou dans des tunnels. La première génération des lanceurs chinois – les Tempête 1, et Longue Marche 2, 3 et 4 – qui ont placé en orbite plus de 200 engins spatiaux, sont directement dérivés du DF-5.   

## Développement

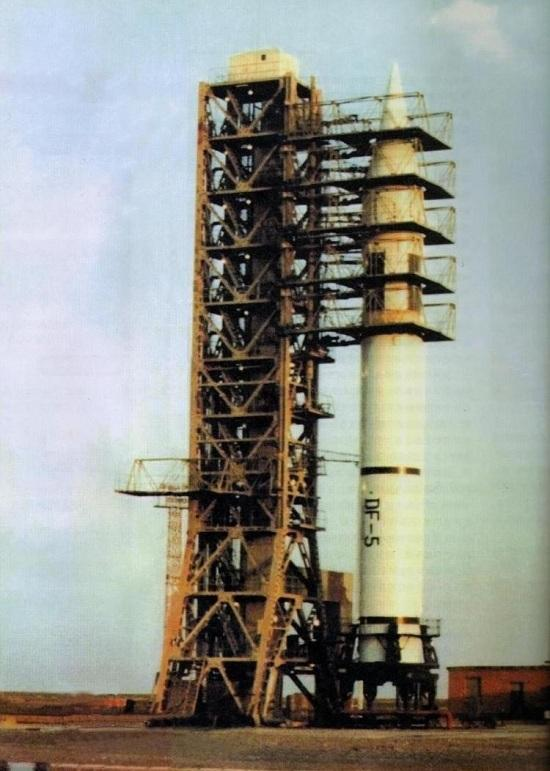
L'un des premiers modèles de DF-5.

Le DF-5 fut conçu sous la direction de Mr. Tu Shou'e (屠守锷) à la China Academy of Launch Technology (CALT), assisté du concepteur adjoint Mr. Li Xu'e (李绪鄂). Le missile fut produit à l'usine no 211, appartenant à la Capital Astronautics Co. (首都航天机械公司), aussi connue sous le nom de Capital Machine Shop (首都机械厂).
Le missile fut testé pour la première fois en septembre 1971, les tests finaux étant effectués dans l'océan Pacifique en mai 1980. Des problèmes de développement avaient ralenti le déploiement initial du DF-5 en tant que missile balistique opérationnel, mais la version spatiale, à laquelle les chinois faisaient référence sous la désignation de FB-1, fut employée comme booster pour une série de cinq satellites dont les lancements commencèrent en juillet 1975 et se terminèrent en décembre 1976. La fusée employait quatre moteurs de premier étage, regroupés entre eux, et un moteur de second étage, tous consommant un mélange de diméthylhydrazine asymétrique (UDMH) et de peroxyde d'azote (N2O4).
L'absence de tests spatiaux entre janvier 1978 et septembre 1981 pourrait avoir été liée à la mise au point et aux essais du DF-5, la Chine se préparant alors aux tests à longue portée de son futur missile balistique intercontinental. Quatre tests à portée moyenne furent effectués en 1979, les 7 janvier, 15 juillet, 21 août et 4 septembre, avec peut-être un autre essai en octobre.
En 1980, la Chine parvint finalement à surmonter les troubles politiques causés par la révolution culturelle, qui avait également causé bien des problèmes à d'autres projets de missiles lancés en parallèle, et récolta des succès spectaculaires dans son programme de missile stratégique. Au mois de mars 1980, les préparations des essais à longue portée furent lancées, les missiles devant être lancés du site de Shuangchengzi et les navires effectuant leurs entraînements dans la mer Jaune. Finalement, les 18 et 21 mai, deux tirs à longue portée furent effectués dans l'océan Pacifique, où ils furent ensuite récupérés par une force d'action navale. Le premier des deux lancements semblerait avoir été un succès, le missile ayant parcouru environ 11 100 km (6 000 miles) depuis son site de lancement jusqu'à un point de chute situé entre les îles Gilbert, les Îles Salomon, les îles Fidji et les Nouvelles-Hébrides. L'impact aurait eu lieu à 2 h 30 (temps universel). Le second tir, quant-à lui aurait plutôt été un échec, le missile ayant dérivé d'environ 1 500 km hors-course.
Deux missiles installés dans des silos furent déclarés en « déploiement opérationnel d'essai » en 1981. Il avait un rayon d'action compris entre 10 000 et 12 000 km, ce qui lui permettait de pouvoir menacer la côte ouest des États-Unis. Début 1986, les Chinois commencèrent à développer la version améliorée DF-5A (OTAN : CSS-4 Mod-2), avec une portée augmentée à plus de 15 000 km et un système de guidage plus précis. La mise à jour DF-5A permettait également de porter la masse de la charge utile de 3 000  à   3 200 kg.
Ce missile devrait être remplacé par le DF-41, actuellement toujours en cours de développement.

## Déploiement

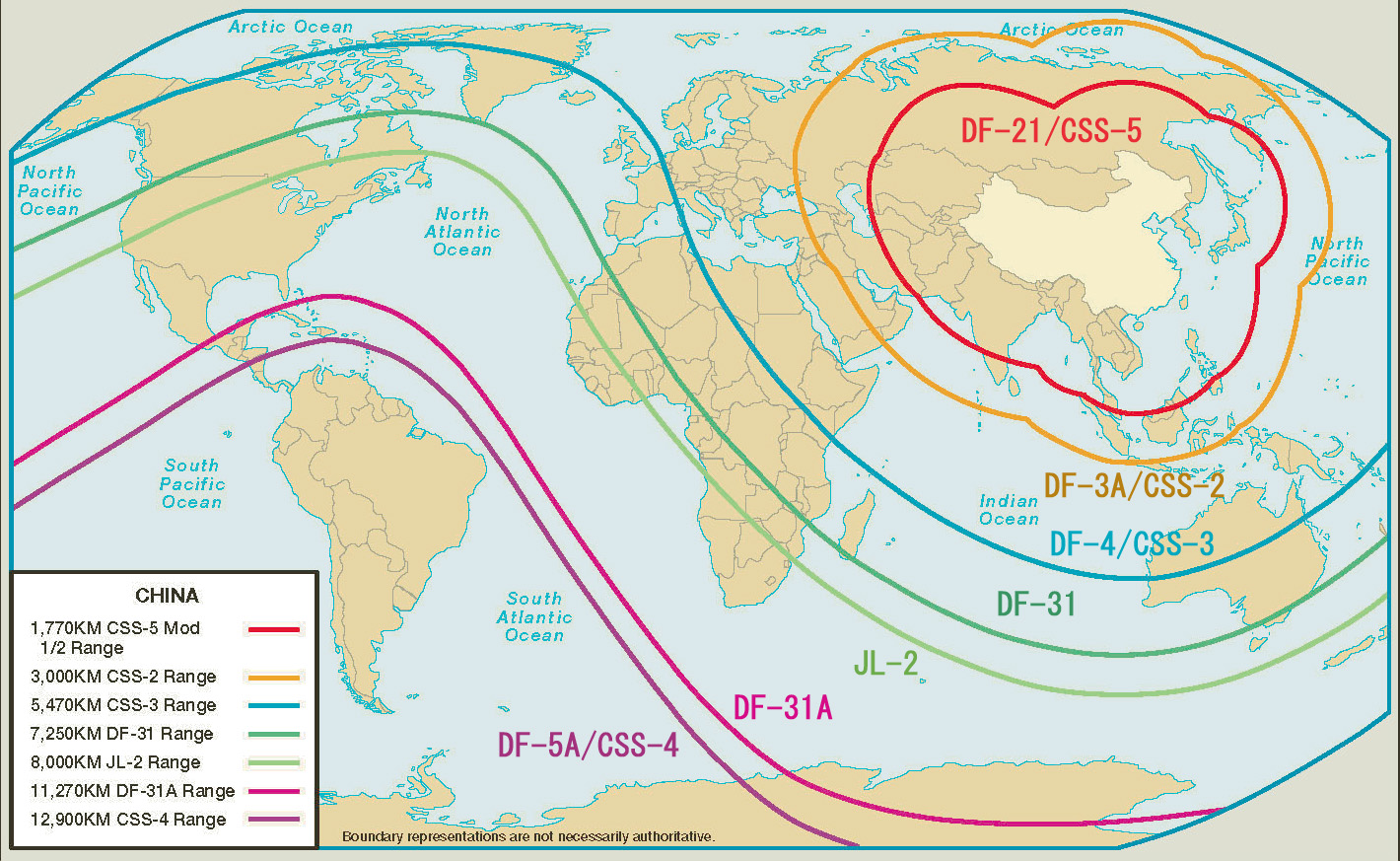
Portée des différents missiles balistiques chinois, dont le DF-5A (en violet). Il est le missile disposant de la plus longue portée.

Comme pour le DF-4, les missiles sont conservés à l'abri dans des tunnels, creusés dans les hautes montagnes, desquels ils sont sortis juste avant le lancement. Ils doivent être sortis à l'air libre et remplis de carburant avant le tir, une opération qui durerait environ deux heures. Cette méthode est désignée « chu men fang pao » par les Chinois, signifiant « faire éclater un pétard devant la porte d'entrée »,,.
Le déploiement initial d'une paire de DF-5, stockés dans des silos en Chine centrale, fut effectué en 1981. Cette partie de la force DF-5A, contenue en silos, pouvait être maintenue en état « prêt au tir » en permanence. Afin d'améliorer la discrétion de ces missiles, la Chine construisit un nombre important de silos factices, constitués d'un trou peu profond et de bâtiments qui ressemblaient à des silos opérationnels. D'après le National Air and Space Intelligence Center, division de l'US Air Force chargée de collecter des renseignements, la force de DF-5 déployée en 1998 consistait en « moins de 25 » missiles. De 1999 à 2008, le nombre total de missiles déployés était généralement estimé à environ 20 missiles,.

## Évolutions
La force actuelle de missiles DF-5 est déployée avec une ogive nucléaire unique, mais en novembre 1983, la Chine inaugura le programme DF-5A, qui prévoyait de modifier les missiles pour leur faire emporter des têtes multiples (mirvage). Toutefois, de nombreuses difficultés techniques avaient entravé l'avancée du programme. Il se pourrait que les dirigeants de l'armée populaire de libération aient décidé de « mirver » le DF-5A, mais il est actuellement impossible de savoir si ces missiles ont réellement été fabriqués et s'ils ont été déployés.
En se basant sur la capacité d'emport du DF-5A et de la forme du carénage contenant les ogives, le missile pourrait être équipé de six véhicules de rentrée, chacun ayant une masse de 600 kg, ce qui équivaudrait à la taille de la charge unique du DF-21. Le second étage aurait apparemment quatre moteurs verniers, qui s'allumeraient pendant une durée de 190 s après l'arrêt du moteur principal. Cette particularité lui permettrait alors de diriger ses véhicules de rentrée selon un large champ de possibilités.
La fédération des scientifiques américains (Federation of American Scientists - FAS) affirme qu'en dépit de la capacité théorique à développer des charges militaires mirvées, la Chine n'aurait pas déployé, ni même testé de systèmes MIRV ou de véhicules de rentrée MRV, en raison essentiellement du coût exorbitant de la conception et de la mise en service d'un tel système. À cette lourde contrainte s'ajoute également un manque de nécessité militaire, le système ne constituant apparemment pas un besoin vital pour les Chinois. Le rapport 2015 du département de la défense américain déclare que le CSS-4 mod. 3 est Mirvé.

## Caractéristiques
Le DF-5 est un missile à trois étages, d'une portée de 12 000  à   15 000 km. D'une longueur de 32,6 m pour un diamètre de 3,35 m, il pèse 183 tonnes. L'un de ses défauts majeurs provient de son temps de remplissage en carburant, nécessitant de 30  à   60 minutes.
Alors qu'il est souvent rapporté que les ogives nucléaires de 5 MT des DF-5 ne sont pas fixées aux missiles, mais stockées à part, certaines sources suggèrent que les renseignements américains n'accordent que peu de confiance à cette supposition[réf. nécessaire]. Même s'il parait alors évident que le déploiement des missiles DF-5 nécessiterait donc une aire de stockage des armes nucléaires, il reste peu probable que les services de renseignements techniques puissent identifier les signatures de la présence d'un si petit nombre de têtes nucléaires.

## Versions
- DF-5 : Première version du missile, doté d'une ogive unique et pouvant parcourir une distance de 10 000  et   12 000 km ;
- DF-5A (CSS-4 mod.2) : Mise à jour prévue du missile, lui procurant des capacités de mirvage et une portée accrue (jusqu'à 15 000 km). Il a été déclaré mis en service par un rapport du département de la défense des États-Unis de 2015 ;
- DF-5B (CSS-4 mod.3) : Équipé de MIRV[9].

Le missile est désigné CSS-4 Mod-1 par le département de la défense américain (DoD)

## Sites de lancement
Le DF-5 est déployé de manière exclusive au sein du second corps d'artillerie de l'armée populaire de libération (APL). Les sites de lancements sont :
- Luoning : 401e brigade[11]. 34° 22′ N, 111° 38′ E
- Tongdao : 405e brigade[12]. 26° 09′ N, 109° 46′ E
- Wuzhai[13] : 38° 54′ N, 111° 50′ E
- Xuanhua[14] : 40° 38′ N, 115° 06′ E

## Développement des lanceurs Longue Marche 2, 3 et 4, dérivés du DF-5
La Chine développe son premier lanceur, baptisé Longue Marche 1, à partir du missile balistique intercontinental DF-4. Mais celui-ci a des capacités limitées (il ne sera utilisé qu'à trois reprises) et les dirigeants chinois choisissent de fixer des objectifs plus ambitieux à leur programme spatial. Dès le milieu des années 1960, ils décident de développer, à partir du missile intercontinental DF-5, les lanceurs de moyenne puissance Longue Marche 2 (ou CZ-2) à Pékin et Feng Bao 1 (FB 1) à Shanghai. Un deuxième centre de lancement à Xichang est construit dans une région montagneuse du Sichuan, qui a été volontairement choisie parce qu'elle se situe à bonne distance de la frontière avec l'è. Un réseau de poursuite et de guidage est construit à Xi'an. Le premier vol du lanceur Longue Marche 2, qui a lieu le 5 novembre 1974, est un échec. Le deuxième tir parvient à placer en orbite le satellite FSW-0 1, le 26 novembre 1975. La famille des lanceurs Longue Marche dérivés du DF-5 est étendue aux Longue Marche 3 et Longue Marche 4. En 2016, environ 200 exemplaires de ces fusées ont été utilisés, et leur remplacement par une seconde génération de lanceurs débute tout juste.